# Lo Reboll de Vicenç II
Lo Reboll de Vicenç II és un jaciment arqueològic que es troba al terme municipal de Cervià de les Garrigues, (Les Garrigues), inclòs a l'Inventari del Patrimoni Arqueològic i Paleontològic de Catalunya.
Té dues etapes registrades: el període del Paleolític mitjà i l'època del Neolític.
Aquest jaciment es localitza a l'aire lliure i en formacions d'abrics, en uns terrenys al vessant sud d'una terrassa fluvial en una llarga vall formada pel riu de Set, d'orientació est-oest, i cultivat en petites terrasses d'oliveres i ametllers.
El jaciment de Lo Reboll de Vicenç II va ser descobert l'any 2003 durant la prospecció arqueològica dirigida per Anna Colet Marcé i realitzada a causa del Pla Espacial Urbanístic del Sòl (PEURS) per a l'establiment d'un sistema de regadiu del canal Segarra-Garrigues presentat pel Departament d'Agricultura, Ramaderia i Pesca de la Generalitat de Catalunya. L'objectiu d'aquesta prospecció fou determinar l'afectació d'aquest projecte sobre el patrimoni arqueològic i paleontològic, i va ser realitzada per membres del Grup d'Investigació Prehistòrica (GIP) de la Universitat de Lleida per encàrrec de l'empresa Regs de Catalunya SA (REGSA). El traçat del canal neix al Pantà de Rialb, terme municipal d'Oliola, i afecta a 17 municipis de 4 comarques diferents fins que no arriba a l'embassament de l'Albagés. Les obres d'aquest projecte varen donar a llum a tota una sèrie jaciments fins aleshores desconeguts. En la zona que delimita aquest jaciment s'hi va trobar un conjunt de materials format per 3 ascles de sílex i també s'hi observà un abric de petites dimensions amb l'entrada mig coberta de vegetació. Per les seves dimensions i forma, podria haver constituït un espai d'hàbitat durant la prehistòria.
La tipologia del material lític trobat així com l'absència de material ceràmic permeten proposar la hipòtesi que la cronologia del jaciment es pugui establir entre el Paleolític mitjà i el Neolític. Tampoc es trobaren estructures associades a aquestes restes materials. Aquest jaciment es troba en una zona on la prospecció ha permès documentar gran quantitat de vestigis d'època prehistòrica que constava de restes lítiques tallades, però que quedà totalment afectada per la construcció de l'embassament de l'Albagés, acabat l'any 2013.